# Live Trax Vol. 9
Live Trax Vol. 9 – dziewiąta część zestawu koncertowego Live Trax zespołu Dave Matthews Band. 4-płytowy album dokumentuje występ grupy w MGM Grand Garden Arena. Nagrania dokonano podczas dwóch koncertów, które miały miejsce w dniach 23–24 marca 2007 roku. Były to pierwsze występy na żywo zespołu od października 2006 roku. Album został wydany 5 czerwca 2007 roku.

## Lista utworów

### CD 1-2 (23 marca 2007)
1. "Pantala Naga Pampa"
2. "Rapunzel"
3. "Satellite"
4. "When the World Ends"
5. "Time of the Season" (Argent)
6. "Hunger for the Great Light"
7. "Dreamgirl"
8. "Say Goodbye"
9. "The Idea of You"
10. "Louisiana Bayou"
11. "I'll Back You Up"
12. "Down by the River" (Young)
13. "Crush"
14. "The Maker" (Lanois)
15. "Jimi Thing"
16. "Stay (Wasting Time)"
17. "Sister"
18. "Everyday"
19. "What You Are"
20. "Sister"

### CD 3-4 (24 marca 2007)
1. "Crash into Me"
2. "You Might Die Trying"
3. "Grey Street"
4. "Sweet Caroline" (Diamond)
5. "What Would You Say"
6. "The Idea of You"
7. "Seek Up"
8. "Still Water" (Lanois)
9. "Don’t Drink the Water"
10. "Dancing Nancies"
11. "Where Are You Going"
12. "The Maker" (Lanois)
13. "Louisiana Bayou"
14. "Stolen Away on 55th & 3rd"
15. "Down by the River" (Young)
16. "Too Much"
17. "Tripping Billies"
18. "Gravedigger"
19. "American Baby Intro"
20. "Halloween"

## Twórcy
- Carter Beauford – perkusja
- Stefan Lessard – gitara basowa
- Dave Matthews – gitara akustyczna, wokal
- LeRoi Moore – saksofon
- Boyd Tinsley – skrzypce elektryczne

### Gościnnie
- Rashawn Ross – trąbka
- Butch Taylor – keyboard